# Jean-François Durande
Pour les articles homonymes, voir Durande.
Jean-François Durande est un médecin et un botaniste français, né en 1732 à Dijon et mort en janvier 1794 dans cette même ville.

## Biographie
Son père est procureur au Parlement de Bourgogne. Jean-François Durande étudie la médecine et s’installe à Dijon. 
Il est admis à l'académie des sciences de Dijon en 1772. Tout en exerçant la médecine, sa passion pour la flore le conduit à devenir professeur de  botanique (1776-1789), enseignement dispensé dans le jardin botanique de la ville après le refus de Jean-Jacques Rousseau (1712-1778) et d’Antoine Gouan (1733-1821). Parmi les élèves de Durande, il faut citer Louis-Augustin Bosc d’Antic (1759-1828), Jacques-Nicolas Vallot (1771-1860) ou Pierre Morland (1768-1837).
Avec Hugues Maret (1726-1786) et Louis-Bernard Guyton-Morveau (1737-1816), il fait paraître les Éléments de chymie théorique et pratique (1778). Il rassemble ses leçons dans les Notions élémentaires de botaniques (1781) où il est l’un des premiers à suivre le système d’Antoine-Laurent de Jussieu (1748-1836). L’année suivante, il fait paraître une Flore de Bourgogne (1782) où il décrit 1 300 espèces. Il était marié à Claudine née Tiran, dont il a eu un fils, Claude-Auguste Durande (1764-1835), médecin également à Dijon et qui sera plusieurs fois maire de la ville. Il était membre de l’Académie de Dijon.

## Sources et références
- Benoît Dayrat, Les Botanistes et la Flore de France : trois siècles de découvertes, Paris, Publication scientifiques du Muséum national d’histoire naturelle, 2003, 690 p. (ISBN 978-2-85653-548-6)

1. ↑  Olivier Grandjean, Les inventeurs célèbres de Bourgogne, Vievy, Editions de l'escargot savant, 2009, 400 p., p. 285-286